# Crispiphantes
Crispiphantes là một chi nhện trong họ Linyphiidae.